# St. Sebastian (Weickede)

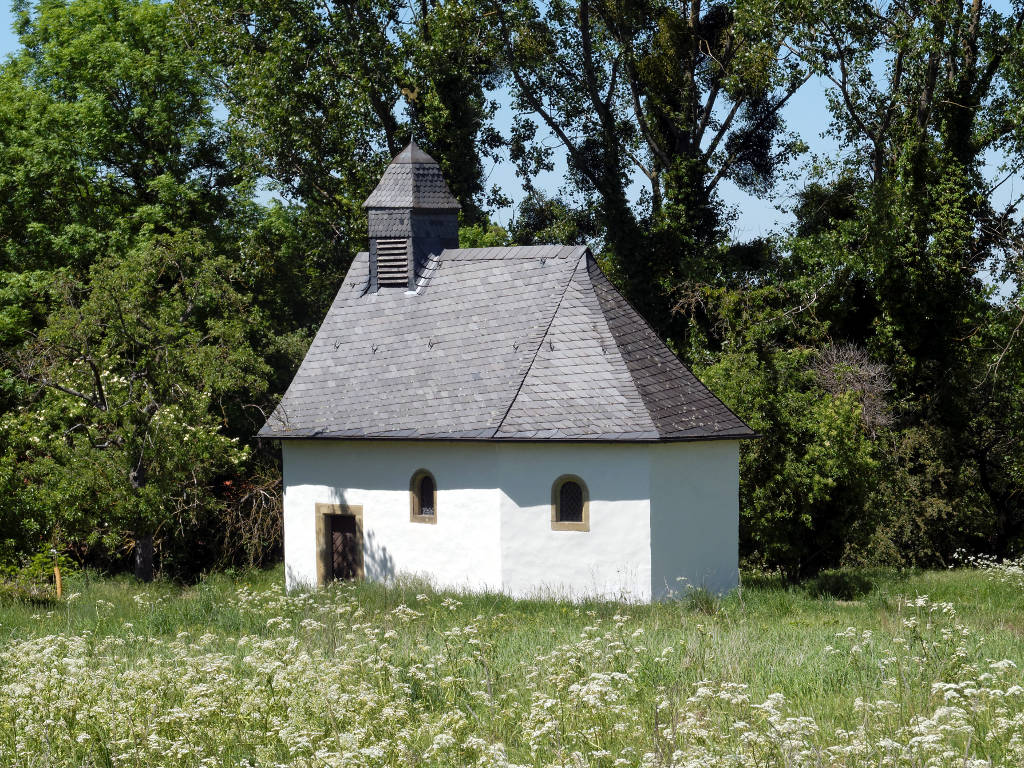
Kapelle St. Sebastian

Die römisch-katholische Kapelle St. Sebastian ist ein denkmalgeschütztes Kirchengebäude in Weickede, einem Stadtteil von Rüthen im Kreis Soest (Nordrhein-Westfalen).
Der kleine verputzte Saal schließt dreiseitig. Die Wände sind durch Rundbogenfenster gegliedert. Dem Gebäude wurde ein Dachreiter aufgesetzt. Im Chronogramm über der Eingangstür findet sich die Bezeichnung 1666.